# Weinmannia costulata
Weinmannia costulata är en tvåhjärtbladig växtart som beskrevs av José Cuatrecasas. Weinmannia costulata ingår i släktet Weinmannia och familjen Cunoniaceae. Inga underarter finns listade i Catalogue of Life.